# Lac Majeur
Pour les articles homonymes, voir Lac (homonymie) et Majeur.
Le lac Majeur (Lago Maggiore ou Verbano, en italien, à cause de la verveine qui colonisait son rivage) est un lac préalpin italo-suisse de 212 km2 et 65 km de longueur, à environ 50 km au nord-ouest de Milan, à cheval sur le Piémont, la Lombardie et le canton du Tessin. Haut lieu touristique suisse-italien, il est baptisé Majeur car il est un des lacs les plus importants de la région (lac le plus important d'Italie après le lac de Garde),.

## Topographie

Carte du lac Majeur.

Sa superficie est de 212 km2, sur la frontière entre l'Italie et la Suisse (environ 80 % en Italie et 20 % en Suisse). Il est alimenté par plusieurs rivières dont le Toce et le Tessin qui sont les principales, mais aussi la Cannobine, la Maggia, la Verzasca, la Giona (it), et la Tresa. 
Moins encaissé et plus lumineux que le lac de Côme, il s'étire sur 65 km de long, entre le canton du Tessin et la région Lombardie. Sa plus grande largeur est de 5 km, pour une profondeur maximale de 372 m (contre 418 m pour le lac de Côme) et un volume d'eau de 37 km3. Le niveau du plan d'eau du lac se situe à 193 m d'altitude, ses rivages étant la partie la plus basse du territoire suisse (canton du Tessin).
Le lac, comme les autres grands lacs alpins italiens, a été en partie creusé par un glacier des périodes glaciaires dans une vallée fluviale préexistante. Un mur de moraine subsiste du côté sud, et forme une sorte de barrage naturel.
Une brume flotte parfois au-dessus de ses eaux, enveloppant un décor romantique de souvenirs de la Belle Époque. 

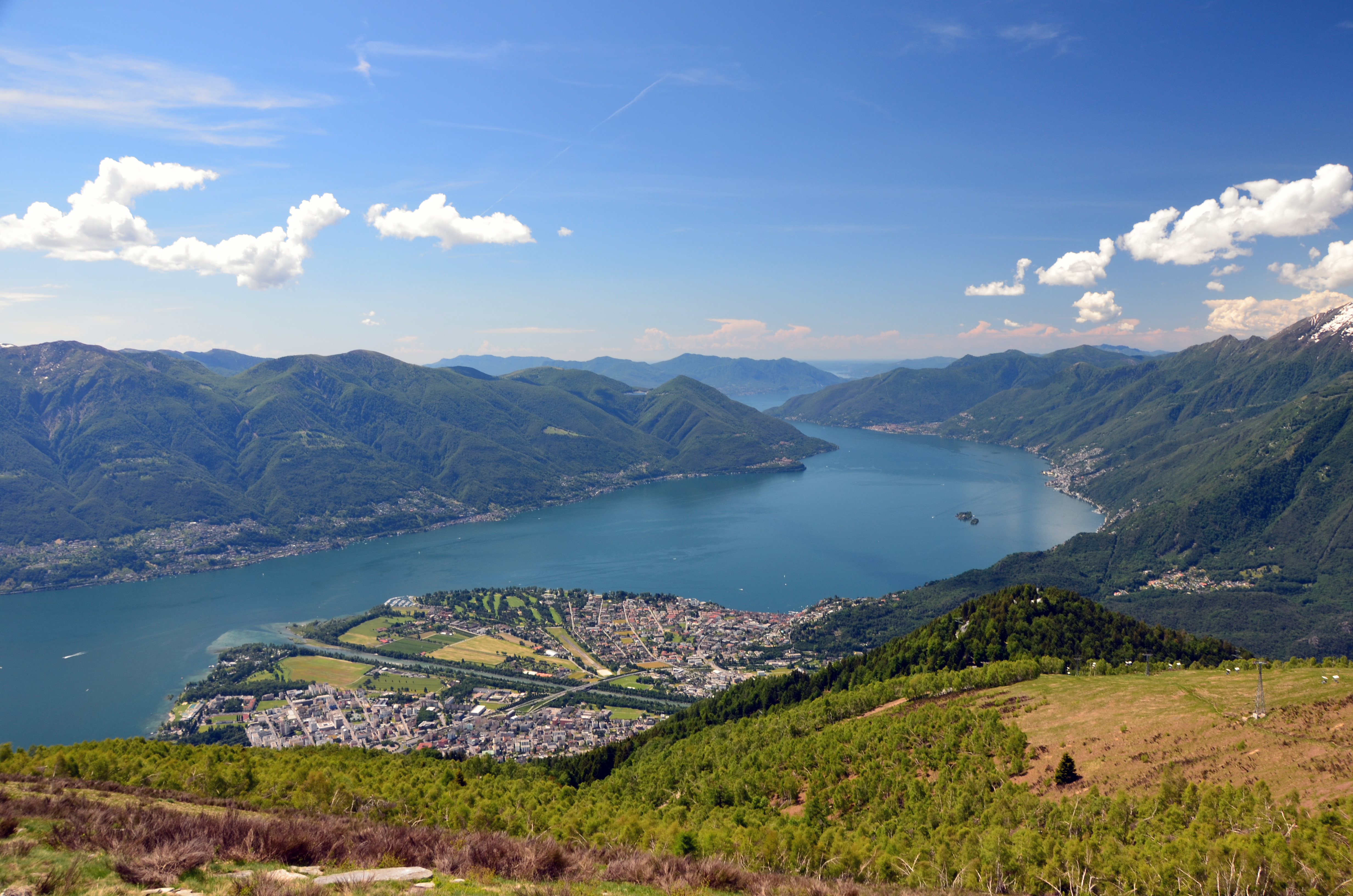
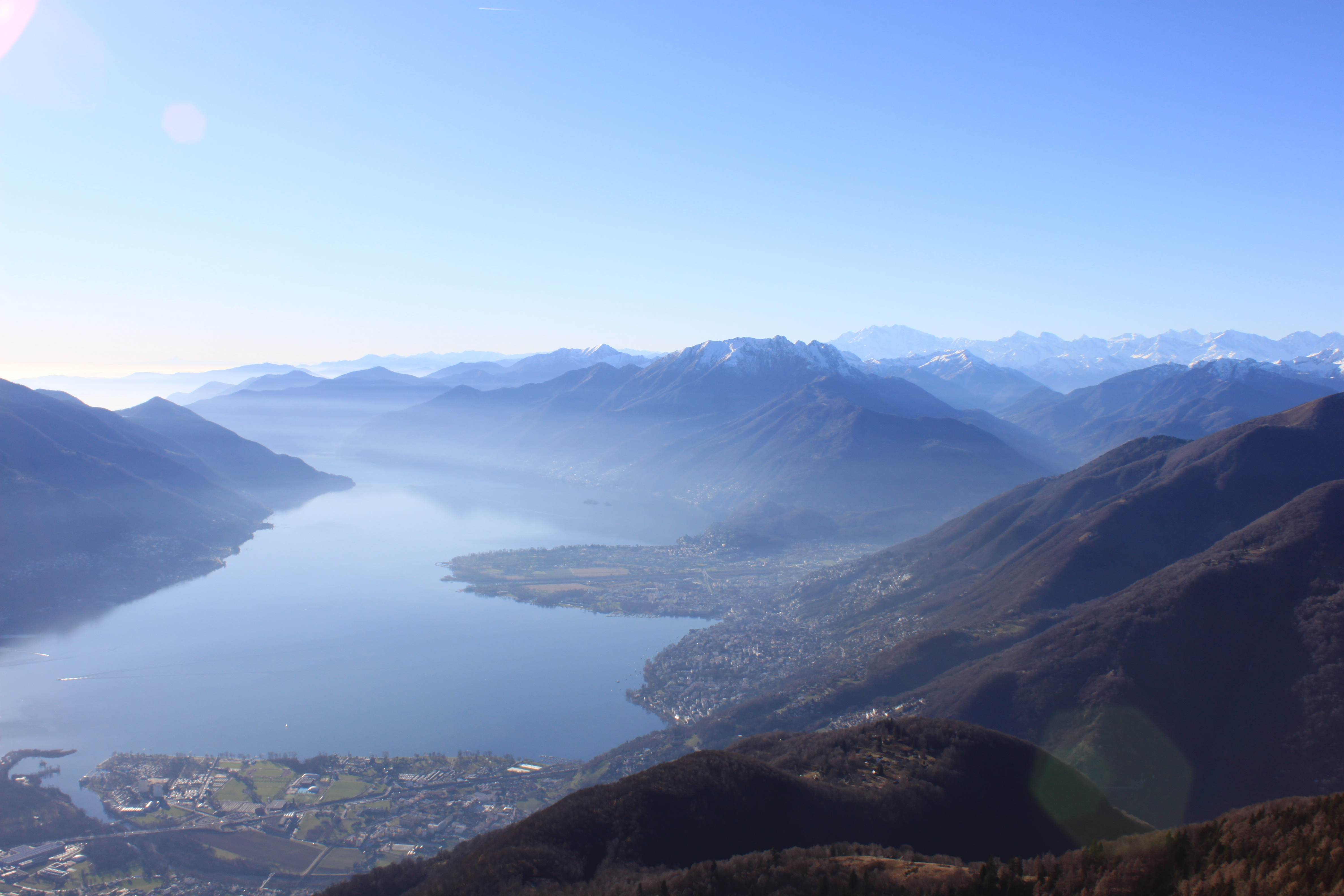
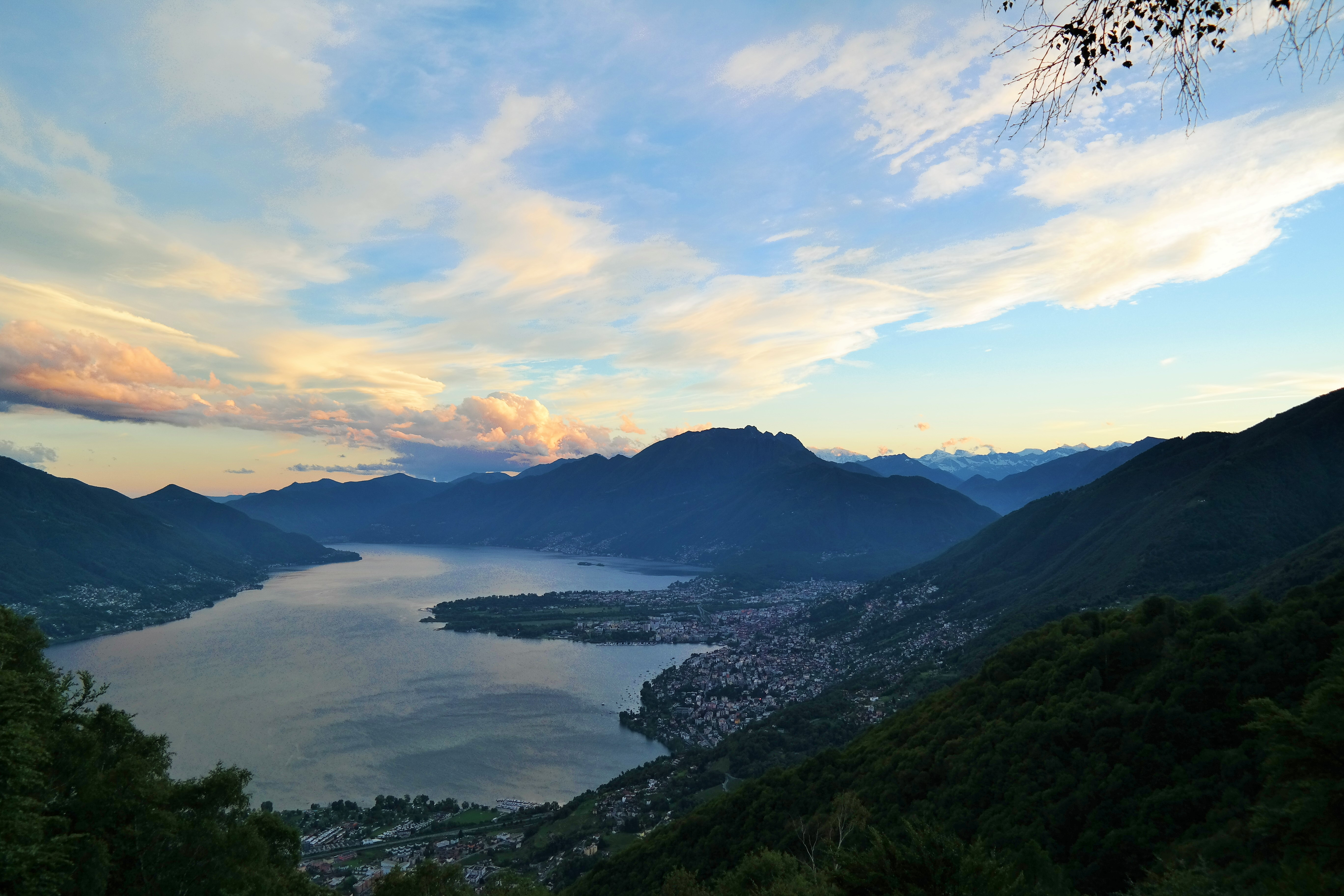

## Les îles
Le lac Majeur compte de nombreuses îles, grandes, petites ou minuscules, réparties entre les 8 du Piémont, les 2 de Suisse et la seule de Lombardie, pour un total de 11. 
- Les Îles Borromées
  - Isola Bella
  - Isola Madre
  - Isola dei Pescatori
  - Isolino di San Giovanni
  - Isolotto della Malghera
- Îles de Brissago
  - Île de San Pancrazio
  - Isola di Sant’Apollinare

Entre Stresa et Verbania se trouve l'archipel des îles Borromées : isola Madre (la plus grande du bassin lacustre), isola Bella et isola Superiore dei Pescatori (également connue plus simplement sous le nom d'isola dei Pescatori ou Isola Superiore).
En face de la ville suisse de Brissago se trouvent les deux îles de Brissago.
En face de la côte de la Riviera de Cannero se trouvent les trois rochers qui ont émergé, connus sous le nom de Châteaux de Cannero : le rocher majeur, totalement occupé aujourd'hui par l'artefact de guerre de Vitaliana, forteresse voulue par le comte Ludovico Borromeo depuis 1518, le rocher mineur, sur lequel se dressent les ruines des soi-disant « prisons », mais en fait une torricelle avancée avec falconetti canonnière de la garnison sud au port du canal, et enfin le récif (vers Maccagno) du « Melgonaro », sur lequel pousse seulement une plante difficile mais tenace qui a fasciné des poètes et des graveurs tels que Piero Chiara, Marco Costantini, Carlo Rapp.
Enfin, l'Isolino di San Giovanni en face de Verbania (célèbre parce qu'il a été pendant de nombreuses années la résidence, dans le Palazzo Borromeo du XVIIe siècle, du chef d'orchestre Arturo Toscanini), l'îlot La Malghera aussi appelé isola delle Bambole, entre isola Bella et isola dei Pescatori, puis l'Isolino Partegora dans le petit golfe d'Angera.

## Environnement

### Flore aquatique
Le terme de flore insubrique est souvent utilisé pour définir la flore du lac Majeur. La flore est fortement influencée par le bassin lacustre et a permis la prolifération de plantes typiquement méditerranéennes mais aussi de plantes originaires des zones atlantiques favorisées par la composition du sol et l'abondance des roches siliceuses. Des citronniers, des oliviers et des lauriers y poussent. Acidophiles, camélias, azalées, rhododendrons et magnolias fleurissent et peuvent être admirés dans les nombreux et splendides jardins qui se succèdent sur la côte piémontaise. La végétation spontanée est composée d'ifs, de houx et de châtaigniers sur les collines environnantes.
À Verbania, il y a les jardins botaniques de la Villa Taranto. À Stresa, dans le hameau d'Alpino, se trouve le jardin botanique Alpinia. 

### Faune aquatique
La faune aquatique est classique des lacs alpins avec entre autres des alose, ablette, corégone (introduite au XIXe siècle), chevaine, carpe, brême, gardon, omble, saumon, perche, truite fario, vairon, anguilles, lotte, brochet, ainsi que des silures glanes et des sandres... Des pêcheurs professionnels vivent sur le lac, avec environ 150 tonnes de poisson capturés par an.

## Histoire
Le long des rives du lac, entre le IXe et le IVe siècle av. J.-C., se développe la culture de Golassecca, civilisation gauloise de l'âge du fer. À l'époque romaine fut créée une ligne maritime qui reliait le lac, grâce au Tessin, à Pavie, d'où les navires continueraient ensuite le long du Pô jusqu'à la mer Adriatique. 
Cette ligne maritime acquit une importance particulière au début du Moyen Âge, lorsque Pavie fut d'abord la capitale du royaume lombard puis du royaume d'Italie. Au Moyen Âge, la navigation intérieure servait également à transporter les lourds blocs de marbre des carrières situées autour du lac vers les chantiers les plus importants de Lombardie : la cathédrale de Milan et la Chartreuse de Pavie. 
Cependant, des affrontements entre flottes militaires ont également eu lieu sur les eaux du lac, comme en 1263 lorsque les navires de Della Torre se sont affrontés près d'Arona avec ceux des Visconti, entre 1523 et 1524, lors d'une guerre entre les Borromées et François II Sforza. et plus tard, en 1636, lorsque des navires français et espagnols combattirent dans les eaux entre Arona et Angera. Enfin, en 1800, Napoléon lève une petite flotte de canonnières sur le lac. 
À partir du milieu du XIXe siècle, le lac a commencé à connaître un fort développement touristique et notamment après le séjour de la reine Victoria à Baveno en 1879.

## Tourisme
Haut lieu touristique suisse-italien, il est célèbre par ses sites touristiques comme les îles Borromées et les îles de Brissago, ainsi que les stations du rivage comme Stresa, Arona, Verbania, Cannobio, Pallanza, Luino en Italie, Ascona et Locarno en Suisse. Les îles Borromées comprennent Isola Bella, Isola Madre et Isola dei Pescatori. Isola Bella doit son nom à la femme du comte Carlo III de la Maison Borromeo, la bella Isabella (XVIIe siècle). Elle est occupée par le palais Borromée (XVIIe siècle), qui renferme un musée. Isola Madre est plus « sauvage ». Isola dei Pescatori est l'île des pêcheurs. Les trois îles sont accessibles en quelques minutes depuis Stresa grâce à des navettes lacustres. Le lac est à proximité du parc national du Val Grande.

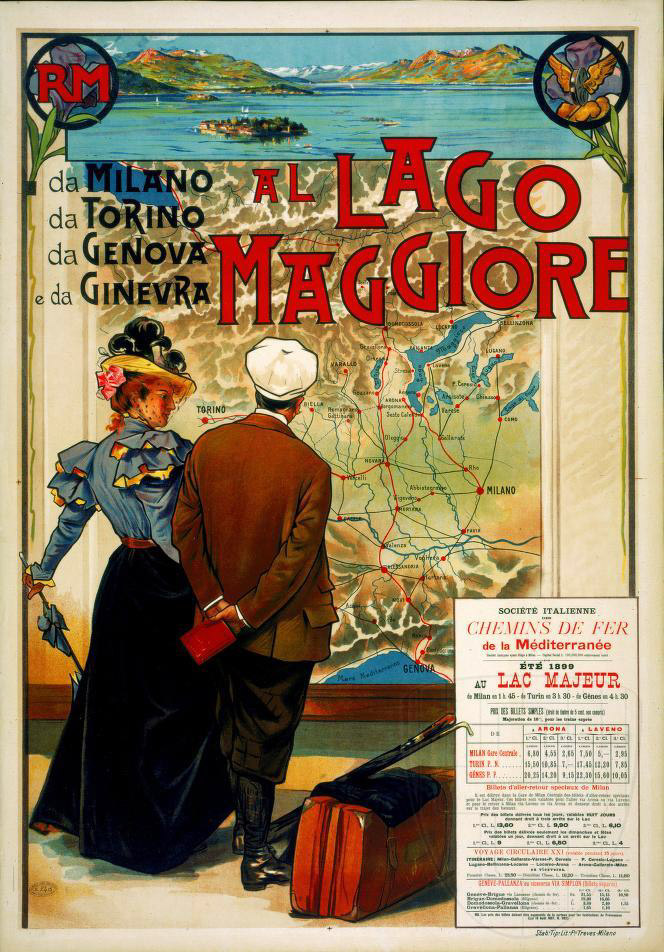
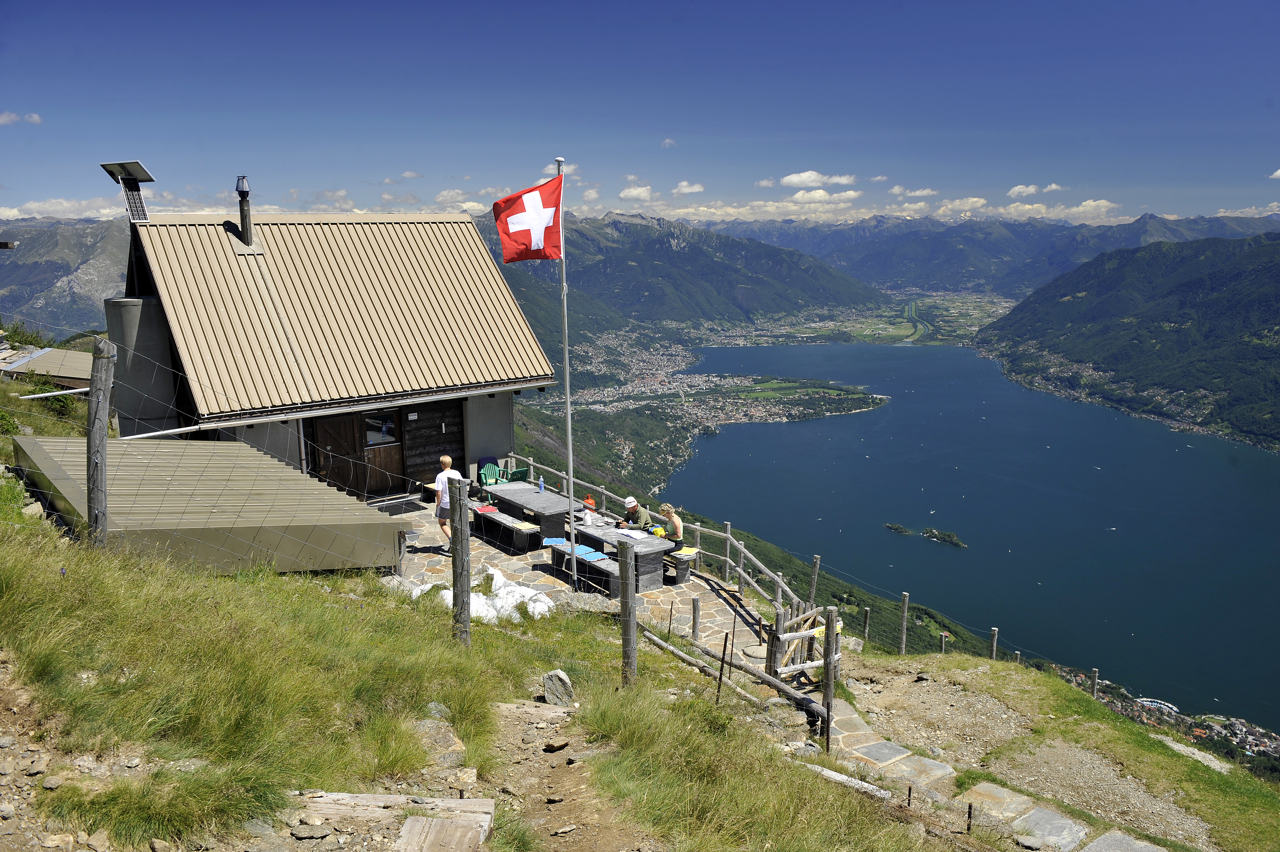
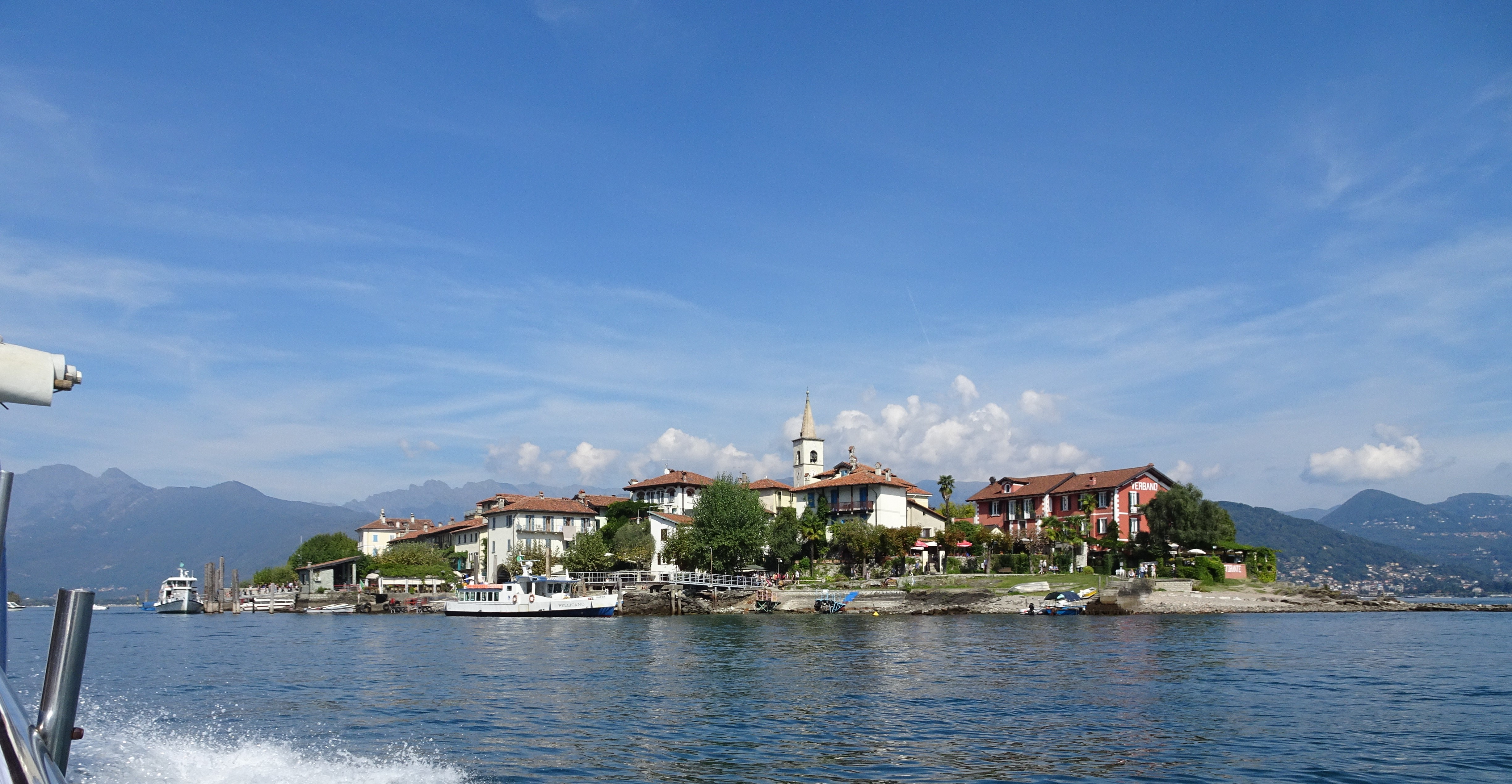
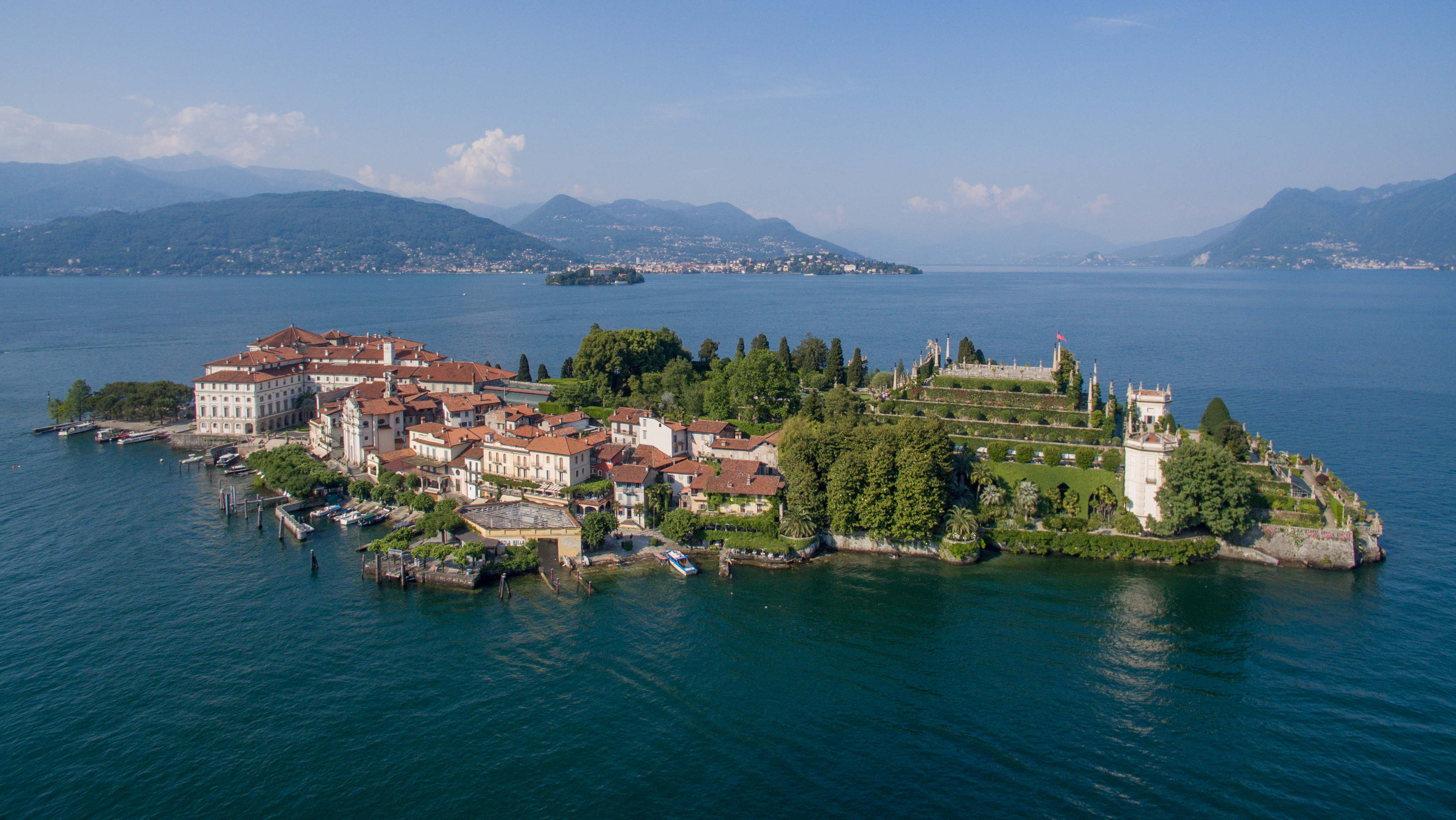
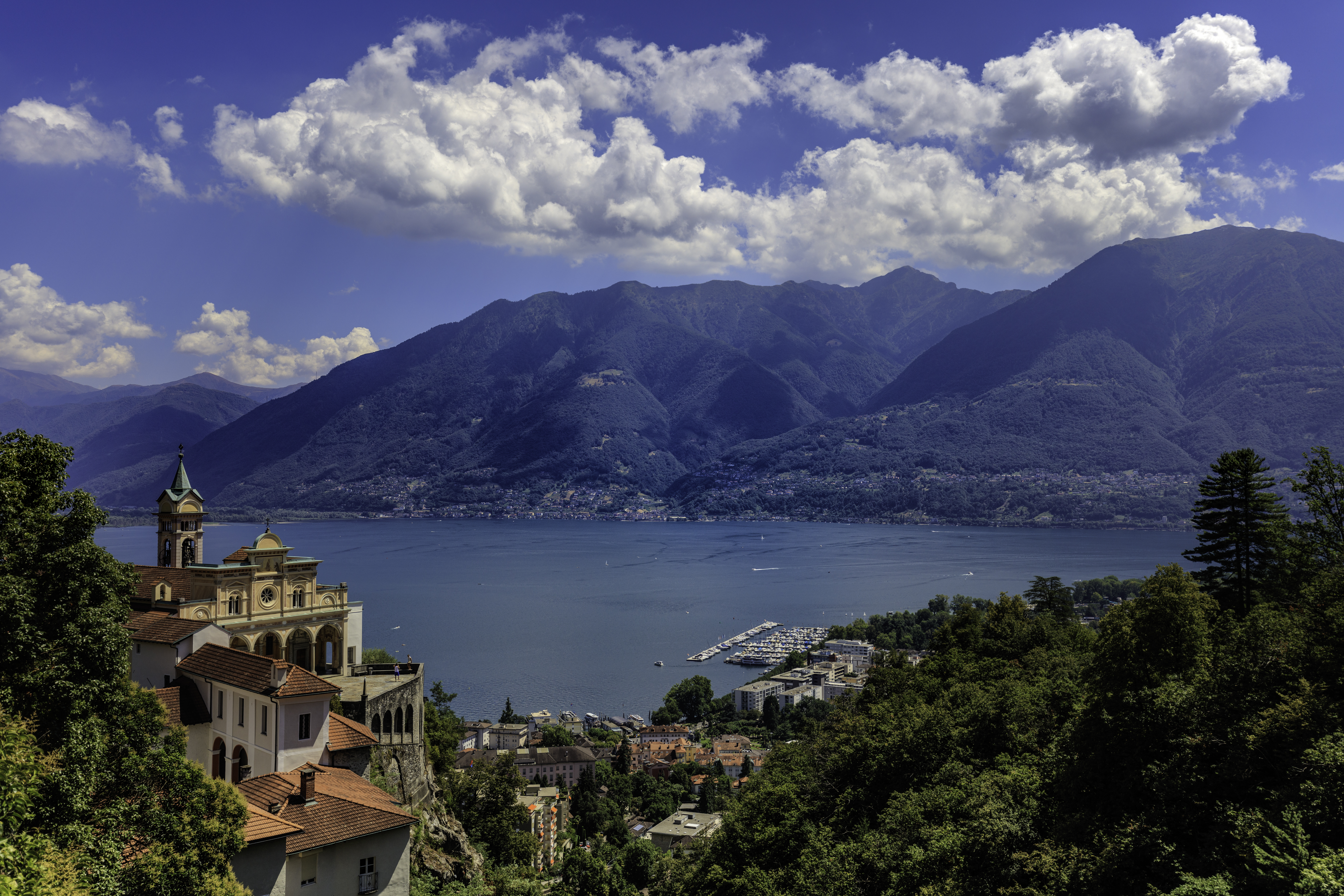

## Navigation
Des services de bateaux assurent quotidiennement la liaison entre toutes les villes côtières et les îles. Un service de navettes fonctionne à partir de l'embarcadère de Stresa notamment, pour aller visiter les îles Borromées (Isola Bella, Isola Madre et Isola dei Pescatori). Il existe également une liaison par bacs entre Intra et Laveno : le traghetto veicoli Intra–Laveno.

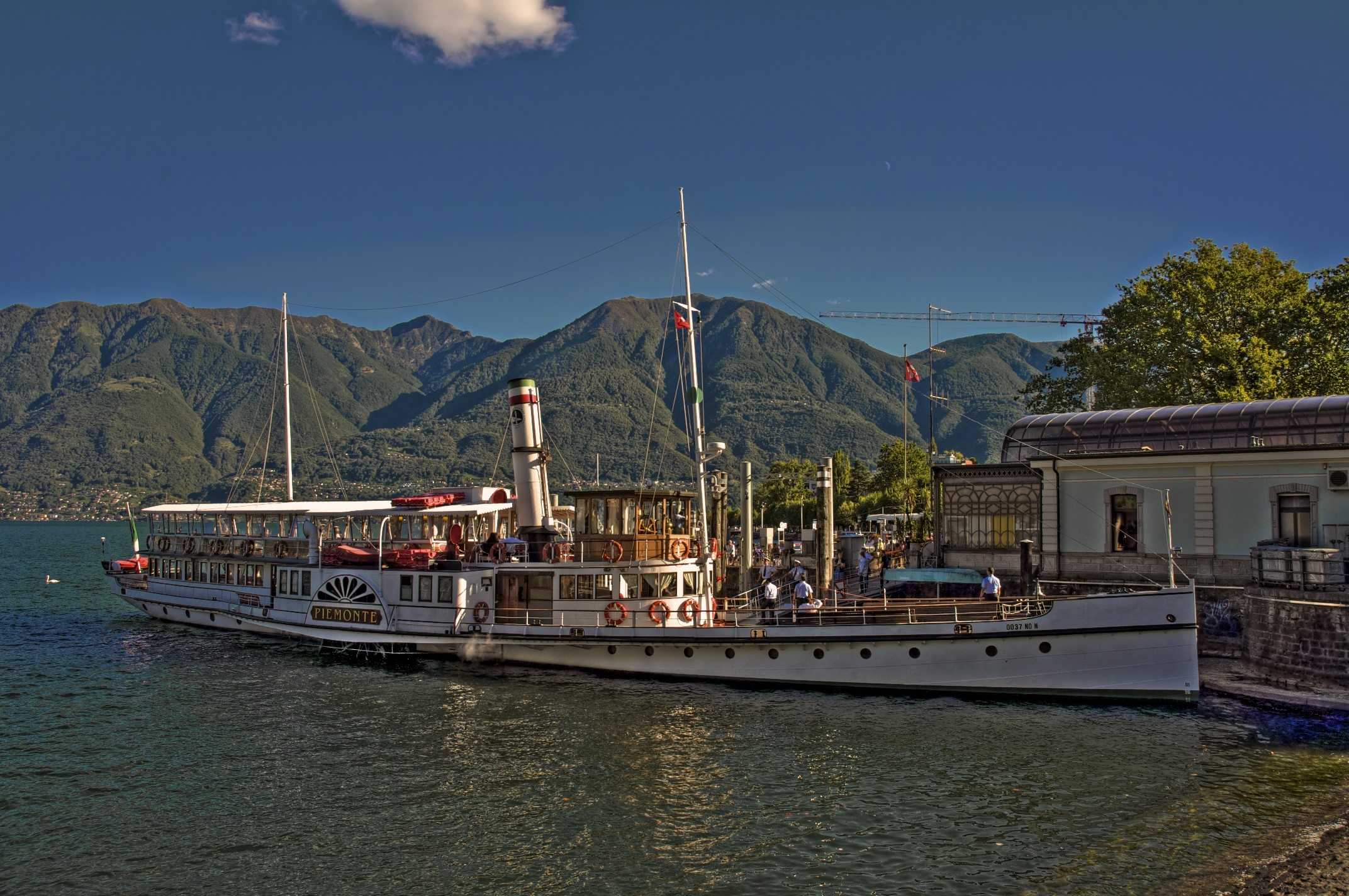
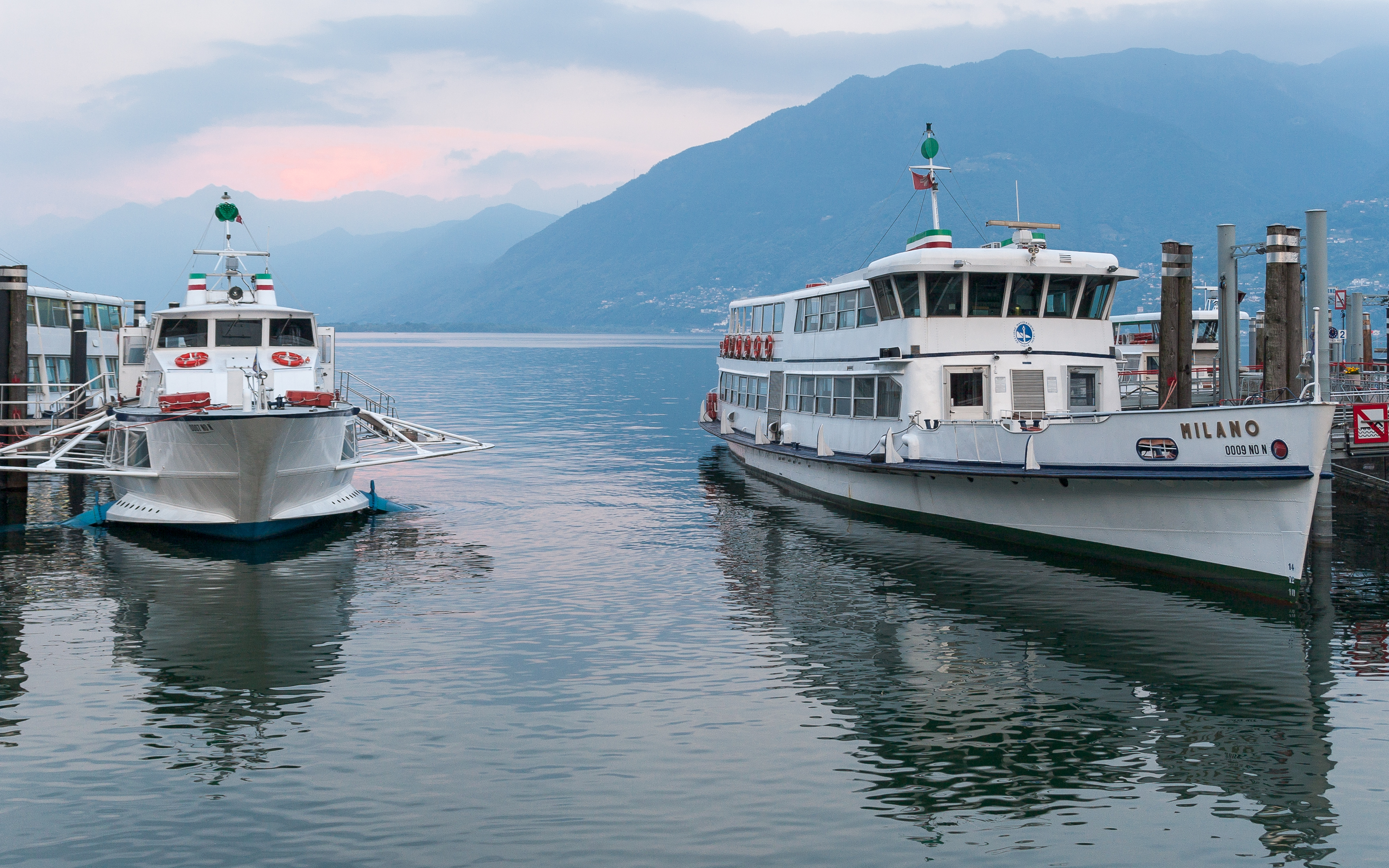
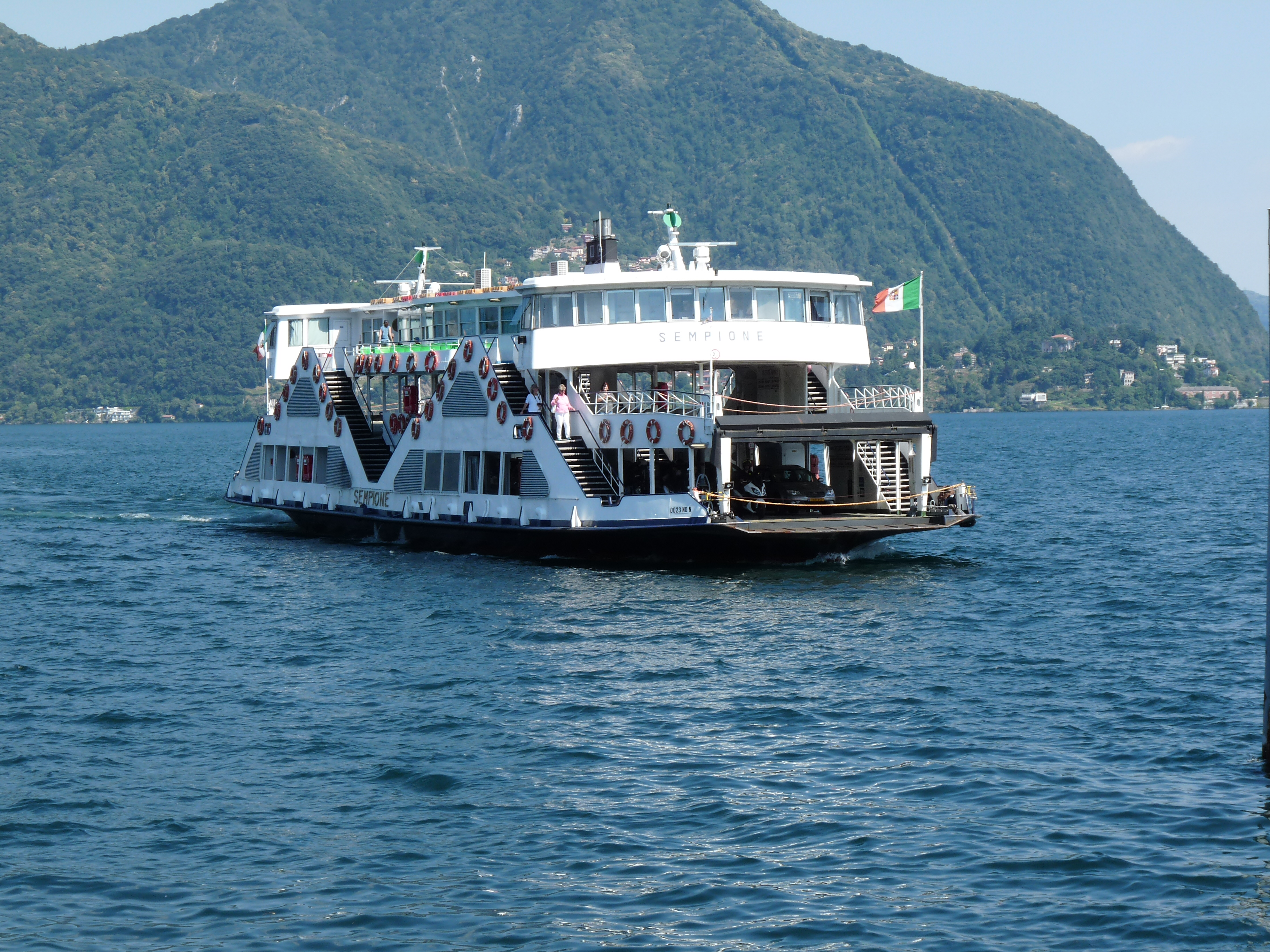
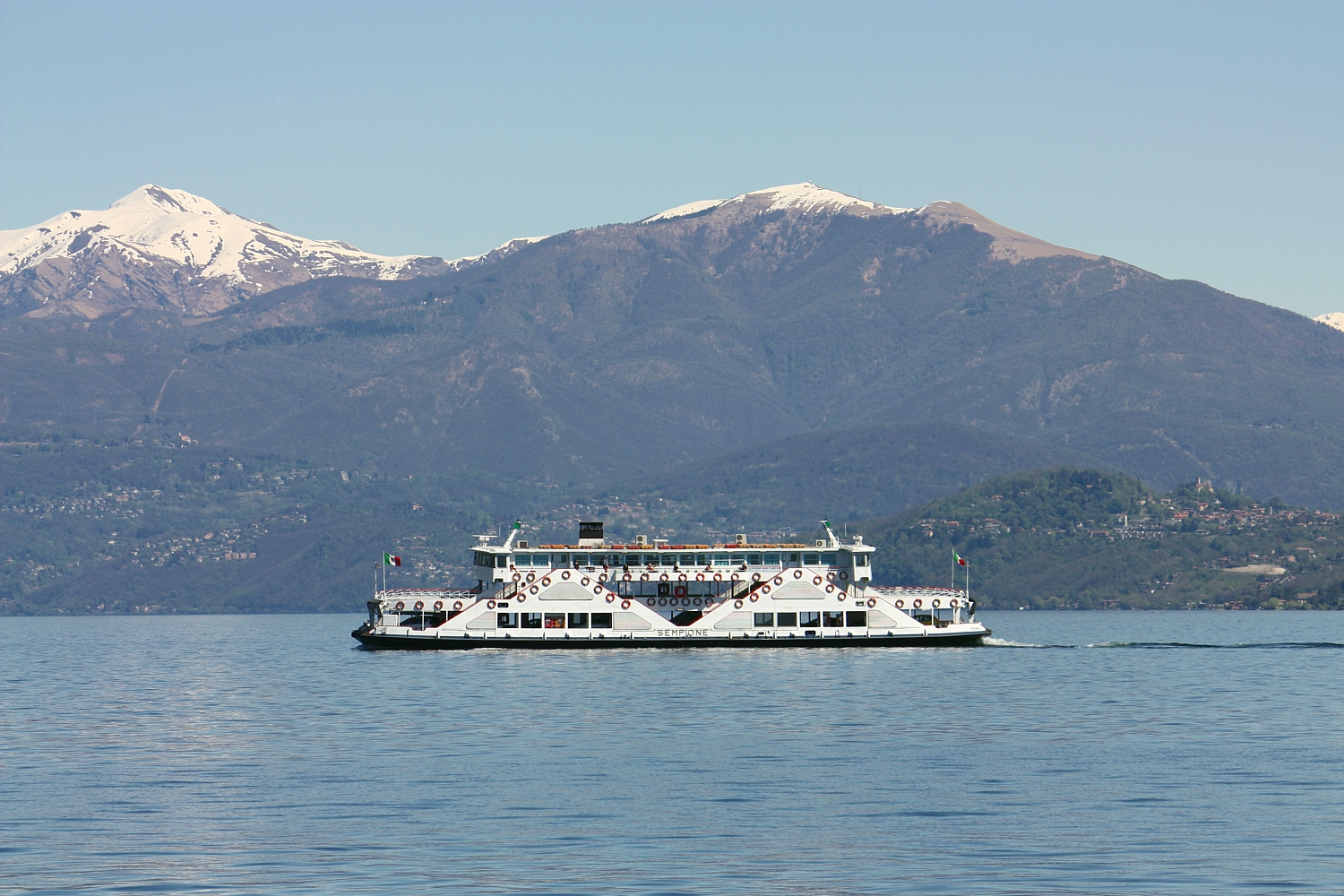
Traversée Intra-Verbania–Laveno par le bac Sempione
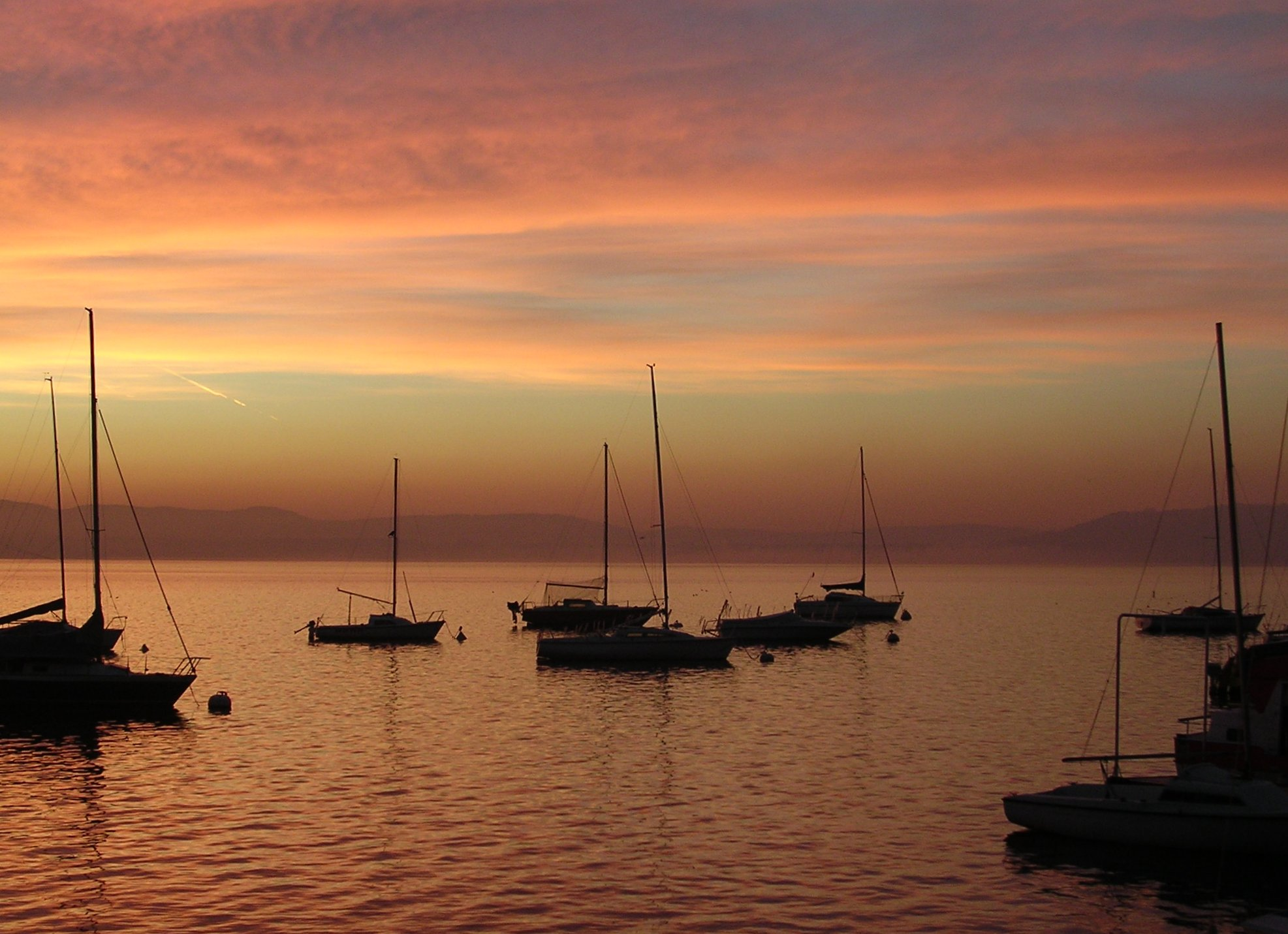

## Sport
- 1982 à 2006 : la course cycliste le Tour du lac Majeur (une épreuve féminine et une épreuve masculine)

## Culture
- 1972 : (3883) Verbano, un astéroïde de la ceinture d'astéroïdes
- 1972 : Le Lac Majeur, chanson interprétée par Mort Shuman, et écrite par le poète franco-espagnol Étienne Roda-Gil.
- 1957 : L'Adieu aux armes, de Charles Vidor, adapté du roman autobiographique L'Adieu aux armes de 1929 d'Ernest Hemingway (les personnages traversent le lac à la rame pour échapper à la police italienne).

Quelques peintures
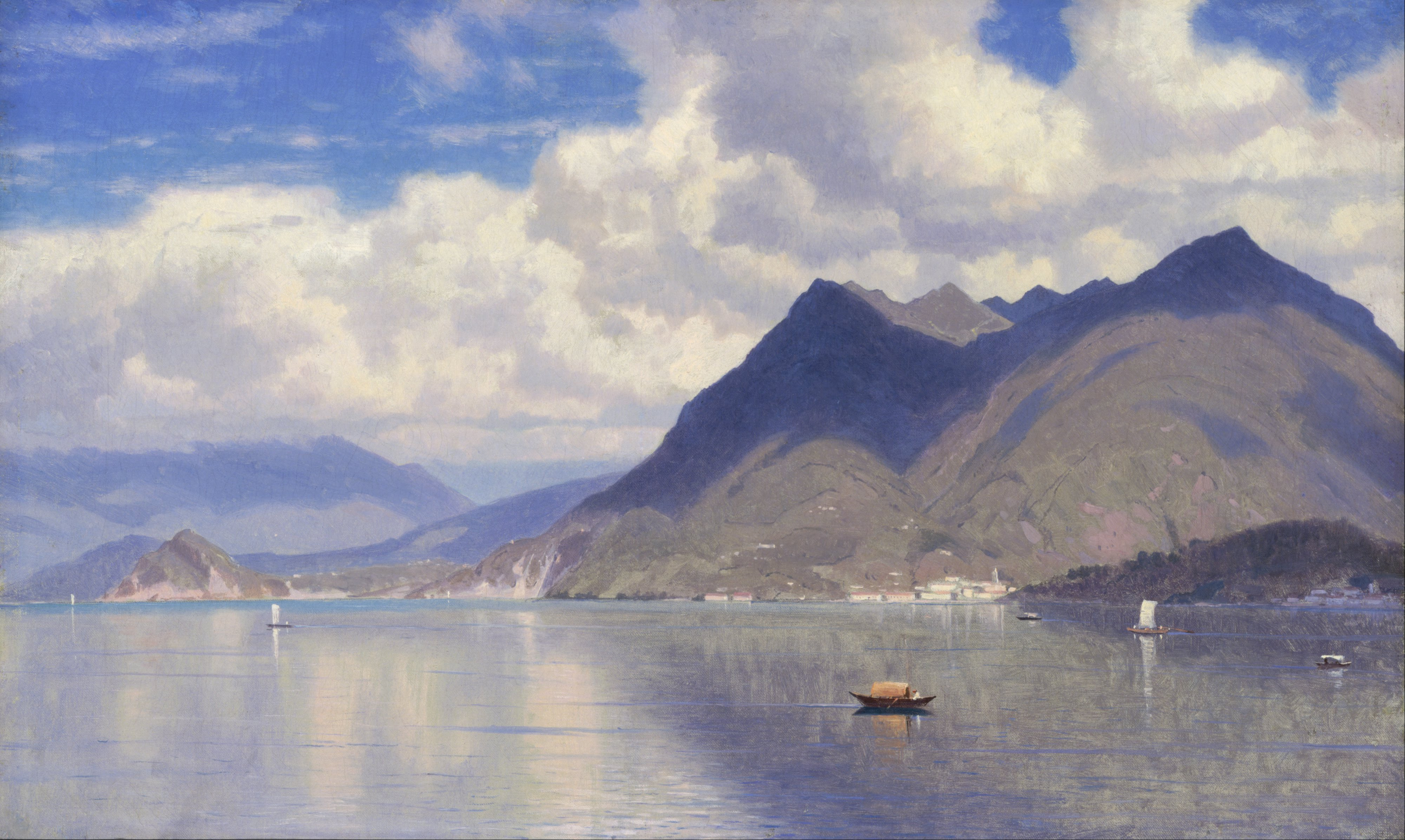
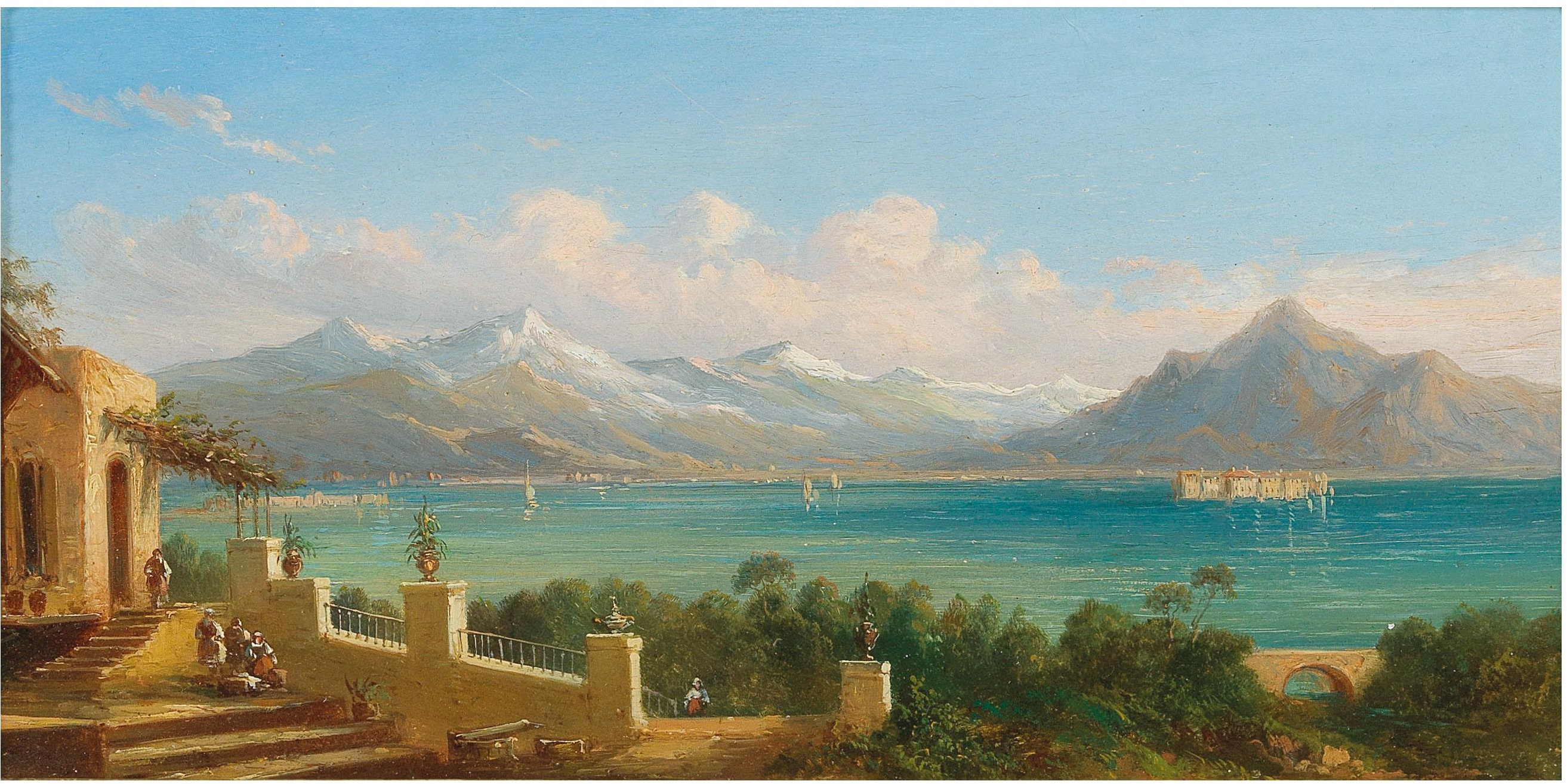
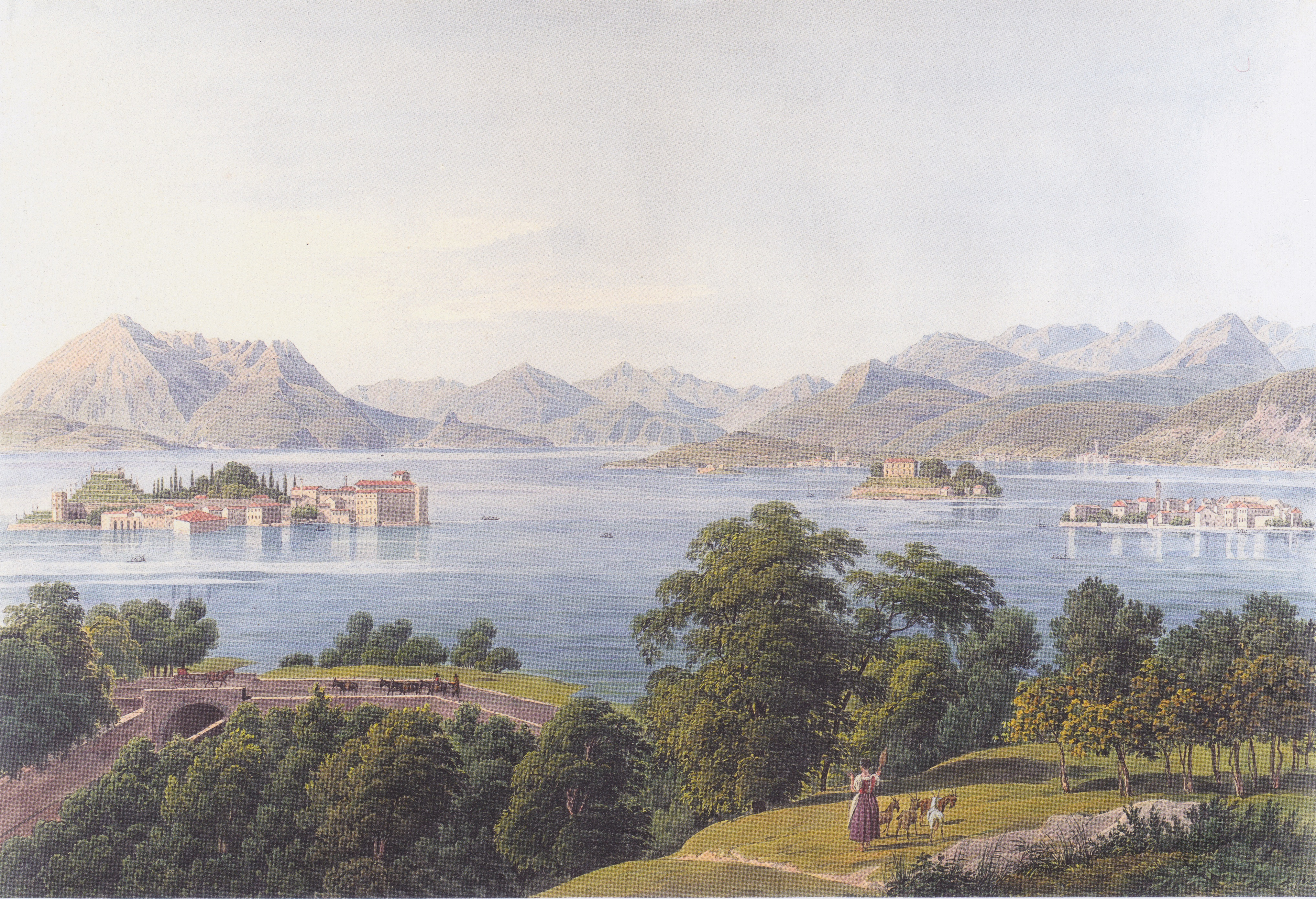
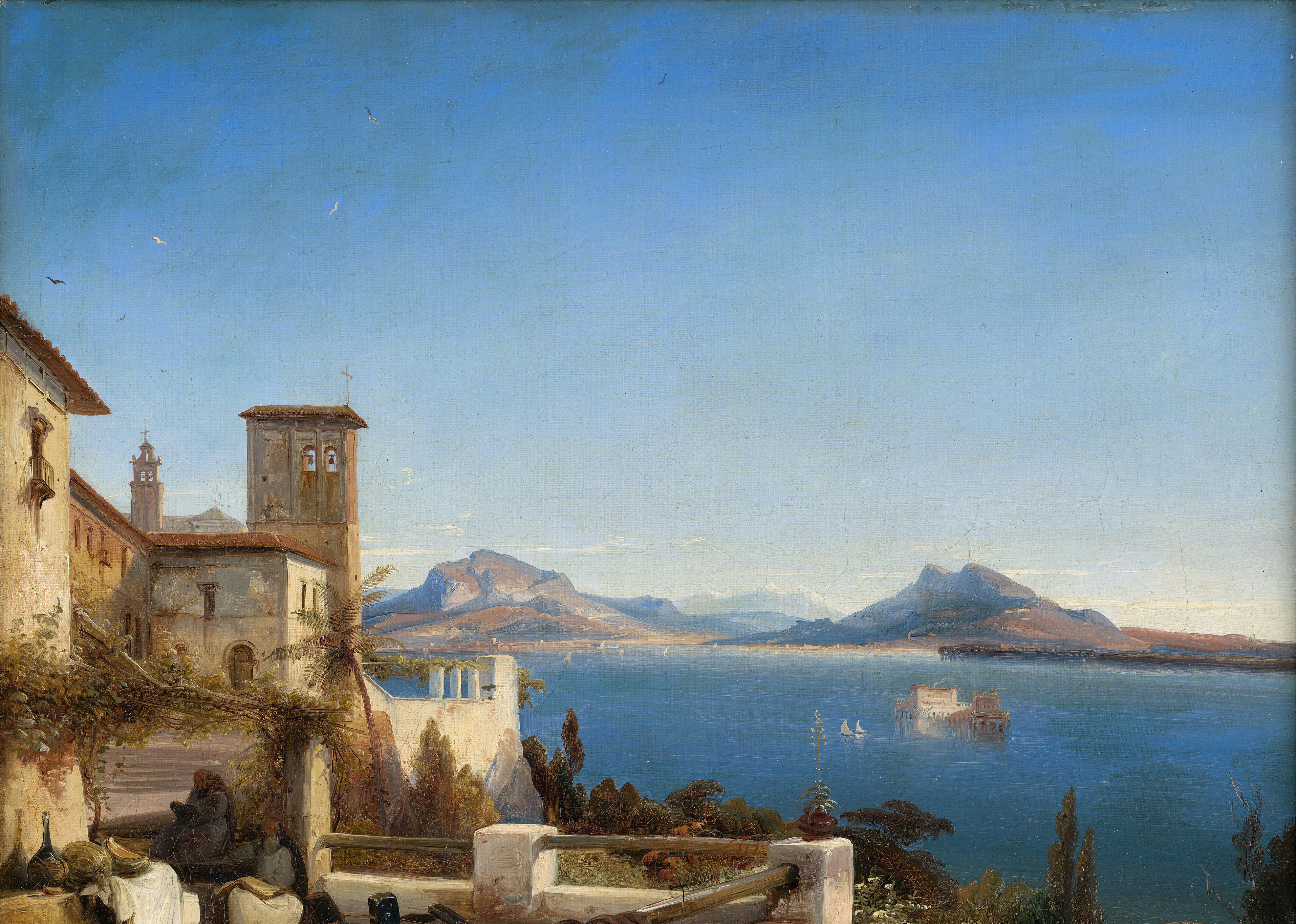
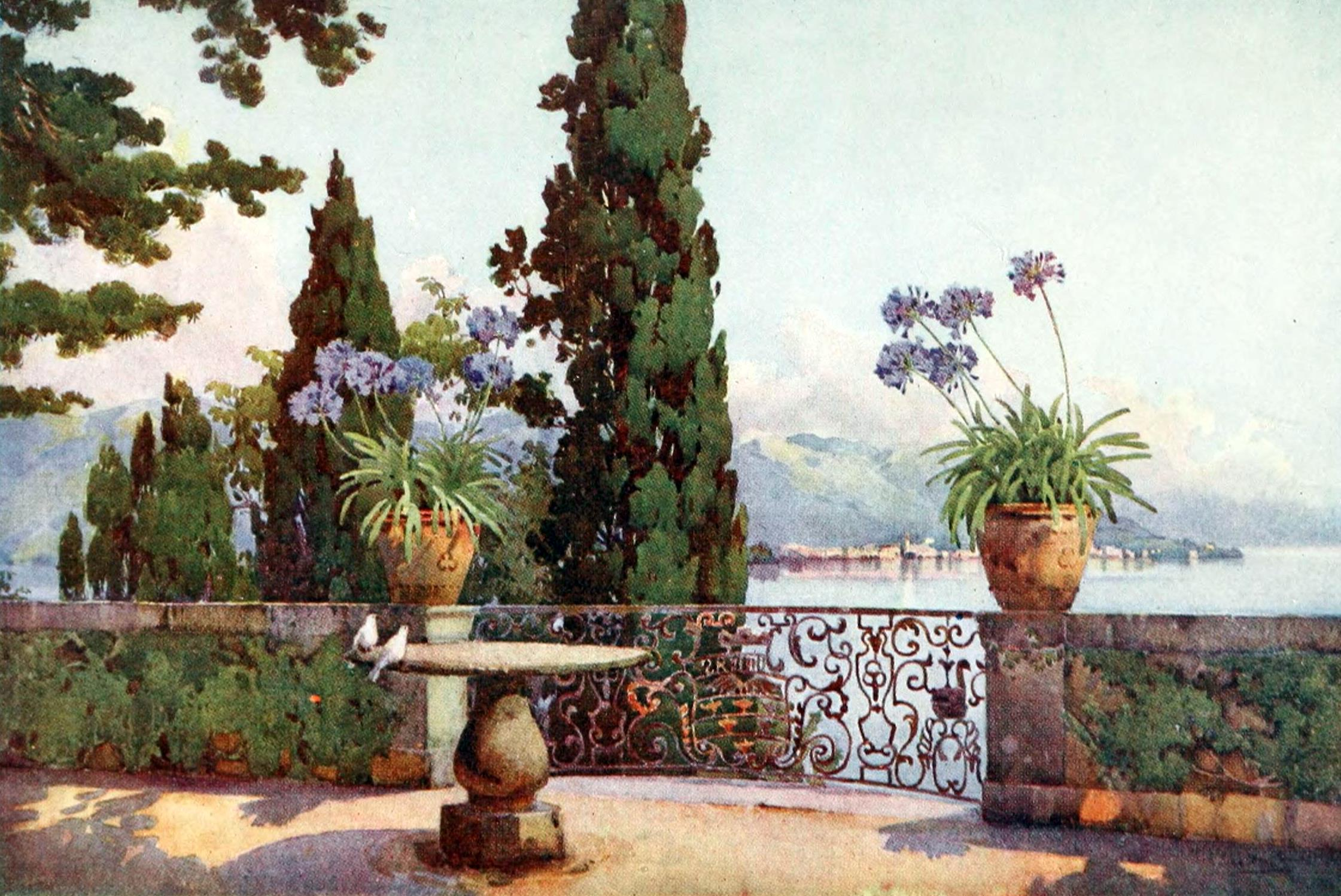